# Campionati africani di atletica leggera 2018 - 800 metri piani femminili
La specialità degli 800 metri piani femminili ai campionati africani di atletica leggera di Asaba 2018 si è svolta il 4 e 5 agosto allo Stadio Stephen Keshi. La gara è stata vinta dalla sudafricana Caster Semenya con il tempo di 1'59"06, che gli ha permesso di stabilire il nuovo record dei campionati africani.

## Risultati

### Semifinale
Qualificazione: le prime 2 di ogni batteria (Q) ed i 2 tempi più veloci degli esclusi (q) si qualificano in finale.
| Rank | Heat | Name                      | Nationality | Time    | Notes |
| ---- | ---- | ------------------------- | ----------- | ------- | ----- |
| 1    | 2    | Malika Akkaoui            | Marocco     | 2:01.36 | Q     |
| 2    | 2    | Francine Niyonsaba        | Burundi     | 2:01.63 | Q     |
| 3    | 2    | Noelie Yarigo             | Benin       | 2:02.05 | q     |
| 4    | 3    | Habitam Alemu             | Etiopia     | 2:02.51 | Q     |
| 5    | 3    | Halimah Nakaayi           | Uganda      | 2:02.54 | Q     |
| 6    | 1    | Winnie Nanyondo           | Uganda      | 2:02.66 | Q     |
| 7    | 2    | Margaret Wambui           | Kenya       | 2:02.80 | q     |
| 8    | 1    | Caster Semenya            | Sudafrica   | 2:02.90 | Q     |
| 9    | 3    | Eunice Sum                | Kenya       | 2:03.38 |       |
| 10   | 1    | Emily Cherotich           | Kenya       | 2:03.40 |       |
| 11   | 3    | Amina Bakhit              | Sudan       | 2:04.44 |       |
| 12   | 3    | Abike Funmilola Egbeniyi  | Nigeria     | 2:04.67 |       |
| 13   | 1    | Diribe Welteji            | Etiopia     | 2:04.77 |       |
| 14   | 2    | Kore Tola                 | Etiopia     | 2:05.87 |       |
| 15   | 3    | Khadija Benkassem         | Marocco     | 2:08.35 |       |
| 16   | 2    | Liliane Nguetsa           | Camerun     | 2:08.41 |       |
| 17   | 2    | Tsepang Sello             | Lesotho     | 2:09.03 |       |
| 18   | 1    | Maryjoy Mudyiravanji      | Zimbabwe    | 2:11.62 |       |
| 19   | 1    | Violette Ndayikengurukiye | Burundi     | 2:11.89 |       |
| 20   | 1    | Semira Mebrahtu           | Eritrea     | 2:12.19 |       |
| 21   | 3    | Souhra Ali Med            | Gibuti      | 2:13.09 |       |
| N.D. | 1    | Rababe Arafi              | Marocco     | dnf     |       |
| N.D. | 3    | Carla Mendes              | Capo Verde  | dns     |       |

### Finale
| Class   | Atleta             | Nazione   | Tempo   | Note                  |
| ------- | ------------------ | --------- | ------- | --------------------- |
| Oro     | Caster Semenya     | Sudafrica | 1:56.06 | Record dei campionati |
| Argento | Francine Niyonsaba | Burundi   | 1:57.97 |                       |
| Bronzo  | Habitam Alemu      | Etiopia   | 1:58.86 |                       |
| 4       | Halimah Nakaayi    | Uganda    | 1:58.90 |                       |
| 5       | Winnie Nanyondo    | Uganda    | 1:59.41 |                       |
| 6       | Malika Akkaoui     | Marocco   | 2:00.01 |                       |
| 7       | Noelie Yarigo      | Benin     | 2:04.36 |                       |
| N.D.    | Margaret Wambui    | Kenya     | dnf     |                       |